# ГЕС Кхебо
ГЕС Кхебо (в'єт. Thủy điện Khe Bố) — гідроелектростанція у провінції Нгеан у північній частині В'єтнаму. Знаходячись між ГЕС Банве (вище по течії) та ГЕС Тікхе (в'єт. Chi Khê) (40 МВт), входить до складу каскаду на річці Ка, яка впадає до Південно-Китайського моря біля міста Вінь.
У межах проекту річку перекрили бетонною гравітаційною греблею висотою 38 метрів та довжиною 365 метрів. Вона утримує водосховище з площею поверхні 9,6 км2 та об'ємом 97,8 млн м3, в якому припустиме коливання рівня поверхні у операційному режимі між позначками 63 та 65 метрів НРМ.
Пригреблевий машинний зал обладнали двома турбінами типу Каплан потужністю по 51,3 МВт, які при напорі у 23 метри забезпечують виробництво 443 млн кВт-год електроенергії на рік.
Видача продукції відбувається по ЛЕП, розрахованій на роботу під напругою 220 кВ.
Під час спорудження станції провели екскавацію 1,75 млн м3 породи та використали 330 тис. м3 бетону.